# Saxifraga nanella
Saxifraga nanella är en stenbräckeväxtart som beskrevs av Adolf Engler och Irmsch.. Saxifraga nanella ingår i Bräckesläktet som ingår i familjen stenbräckeväxter. Utöver nominatformen finns också underarten S. n. glabrisepala.